# Rússkaia Olkhovka
Rússkaia Olkhovka (en rus: Русская Ольховка) és un poble de l'óblast de Nóvgorod, a Rússia, segons el cens del 2011 tenia 6 habitants.